# Bijka (dopływ Kłyku)
Bijka (ros. Бийка) – rzeka w azjatyckiej części Rosji, prawy dopływ rzeki Kłyk. Przepływa przez rejon turoczacki, w Republice Ałtaju. Długość rzeki – 12 km.

## Informacje ogólne
Bijka przepływa przez rejon turoczacki. Wypływa z jeziora Koczymier i uchodzi do Kłyku we wsi Bijka.